# 62a Brigada Mixta (Exèrcit Popular de la República)
La 62a Brigada Mixta va ser una unitat de l'Exèrcit Popular de la República creada durant la Guerra Civil Espanyola. Al llarg de la contesa va arribar a operar en els fronts d'Extremadura, Aragó i Catalunya.

## Historial
La unitat va ser creada el desembre de 1936 a partir de la militarització de les milícies que operaven en el front de Càceres, rebent la denominació de 62a Brigada Mixta. El comandament de la unitat va recaure en el tinent coronel Antonio Bertomeu Bisquert, amb Emilio Pascual Martín com a comissari polític. Una vegada finalitzat el període d'instrucció el comandament va passar al major de milícies Orencio Labrador Maza. Va passar a quedar enquadrada en l'Agrupació «Tajo-Extremadura».
L'abril del 1937 la 62a BM va intervenir en un fallit atac sobre Oropesa, sense tornar a prendre part en altres operacions militars de rellevància. Amb posterioritat passaria a quedar agregada a la 36a Divisió. També va estar assignada breument a la 29a Divisió. Al març de 1938 va ser enviada al front d'Aragó, com a reforç davant l'ofensiva franquista que s'havia desencadenat en aquest front. Va quedar agregada a l'acabada de crear divisió «Extremadura», si bé una vegada va arribar al sector de Casp-Chiprana va haver de retirar-se al costat de la resta d'unitats republicanes. Després de travessar el riu Ebre per Tortosa, el 4 d'abril, es va dirigir al sector de Tremp, arribant a combatre a Barbastre per tornar després a retirar-se a Tremp. Posteriorment quedaria agregada a la 31a Divisió del X Cos d'Exèrcit. Un dels batallons de la brigada va arribar a prendre part en la batalla de l'Ebre.
No es té constància de la seva actuació durant la campanya de Catalunya.

## Comandaments
Comandants
- Tinent coronel Antonio Bertomeu Bisquert;
- Major de milícies Orencio Labrador Maza;[7]
- Major de milícies Agustín Barrios Corredera;
- Major de milícies Enrique García Victorero;

Comissaris
- Emilio Pascual Martín;